# División de Honor A de hockey hierba 2022-23
La División de Honor A de hockey hierba 2022-23, Liga MGS por motivos de patrocinio, fue la 57.ª temporada de la máxima categoría española de hockey hierba. La disputaron doce equipos que se enfrentaron todos contra todos en una fase de liga, y los cuatro primeros clasificados jugaron las eliminatorias por el título.

## Equipos
| Equipo                                 | Localidad                  | Estadio                                    |
| -------------------------------------- | -------------------------- | ------------------------------------------ |
| Club de Campo Villa de Madrid          | Madrid                     | Club de Campo                              |
| Real Club de Polo                      | Barcelona                  | Eduardo Dualde                             |
| Atlètic Terrassa Hockey Club           | Tarrasa                    | Estadio de Hockey Josep Marquès            |
| SPV Complutense                        | San Sebastián de los Reyes | Campo de Hockey San Sebastián de los Reyes |
| Júnior Futbol Club                     | San Cugat del Vallés       | Sant Cugat                                 |
| Club Egara                             | Tarrasa                    | Pla de Bon Aire                            |
| Fútbol Club Barcelona                  | Barcelona                  | Complejo Deportivo Municipal Pau Negre     |
| Club Deportiu Terrassa                 | Tarrasa                    | Les Pedritxes                              |
| Real Club Jolaseta                     | Guecho                     | Jolaseta                                   |
| Real Sociedad de Tenis de la Magdalena | Santander                  | Ruth Beitia                                |
| UD Taburiente                          | Canarias                   | Ciudad Deportiva Siete Palmas              |
| Sardinero Hockey Club                  | Santander                  |                                            |

## Fase regular
|                                                                 | Equipo                 | Puntos | J  | G  | E | P  | GF | GC | DG  |
| --------------------------------------------------------------- | ---------------------- | ------ | -- | -- | - | -- | -- | -- | --- |
| 1                                                               | Club de Campo          | 53     | 22 | 16 | 5 | 1  | 71 | 27 | 44  |
| 2                                                               | Atlètic Terrassa H. C. | 51     | 22 | 16 | 3 | 3  | 68 | 36 | 32  |
| 3                                                               | R. C. Polo             | 50     | 22 | 15 | 5 | 2  | 70 | 34 | 36  |
| 4                                                               | Club Egara             | 38     | 22 | 11 | 5 | 6  | 58 | 46 | 12  |
| 5                                                               | Júnior F. C.           | 37     | 22 | 11 | 4 | 7  | 63 | 51 | 12  |
| 6                                                               | Sanse Complutense      | 37     | 22 | 11 | 4 | 7  | 61 | 43 | 18  |
| 7                                                               | R. S. Tenis            | 29     | 22 | 8  | 5 | 9  | 48 | 58 | -10 |
| 8                                                               | F. C. Barcelona        | 24     | 22 | 6  | 6 | 10 | 49 | 48 | 1   |
| 9                                                               | C. D. Terrassa         | 16     | 22 | 4  | 4 | 14 | 38 | 66 | -28 |
| 10                                                              | R. C. Jolaseta         | 14     | 22 | 3  | 5 | 14 | 39 | 76 | -37 |
| 11                                                              | U. D. Taburiente       | 13     | 22 | 3  | 4 | 15 | 34 | 67 | -33 |
| 12                                                              | Sardinero H. C.        | 7      | 22 | 1  | 4 | 17 | 22 | 69 | -47 |
| Fuente: Federación Española de Hockey; actualización automática |                        |        |    |    |   |    |    |    |     |

## Final a cuatro
|  | Semifinales | Semifinales            | Semifinales |            |               | Final         | Final | Final |  |
|  |             |                        |             |            |               |               |       |       |  |
|  |             |                        |             |            |               |               |       |       |  |
|  | 1.º         | Club de Campo          | 3           |            |               |               |       |       |  |
|  | 1.º         | Club de Campo          | 3           |            |               |               |       |       |  |
|  | 4.º         | Club Egara             | 1           |            |               |               |       |       |  |
|  | 4.º         | Club Egara             | 1           |            | Club de Campo | Club de Campo | 3     |       |  |
|  |             |                        |             |            | Club de Campo | Club de Campo | 3     |       |  |
|  |             |                        | R. C. Polo  | R. C. Polo | 2             |               |       |       |  |
|  | 2.º         | Atlètic Terrassa H. C. | R. C. Polo  | R. C. Polo | 2             | 2             |       |       |  |
|  | 2.º         | Atlètic Terrassa H. C. |             |            |               | 2             |       |       |  |
|  | 3.º         | R. C. Polo             | 3           |            |               |               |       |       |  |
|  | 3.º         | R. C. Polo             | 3           |            |               |               |       |       |  |
|  |             |                        |             |            |               |               |       |       |  |